# La importancia de llamarse Ernesto
La importancia de llamarse Ernesto (The Importance of Being Earnest, A Trivial Comedy for Serious People) es una obra teatral de Oscar Wilde escrita en 1895. Es una comedia que trata sobre las costumbres y la seriedad de la sociedad. Está dividida en tres o cuatro actos (dependiendo de la edición).

## La obra
Ubicada en la Inglaterra de la época victoriana, la trama se desarrolla alrededor del protagonista John (o Jack) y Ernest, su hermano ficticio.
Las obras anteriores de Wilde lo habían encumbrado en la cima del éxito, por lo que no se esperaba algo nuevo del dramaturgo. En aquel entonces, la prensa era feroz en su búsqueda de nuevos personajes y argumentos, prestando gran atención a los detalles. Para combatirla, Wilde bautizó la obra bajo el título de Lady Lancing y usó nombres de pueblos costeros para los personajes principales y la ubicación de la obra (el apellido del protagonista, Worthing, está tomado de la ciudad donde Wilde residía cuando escribió la obra).
Fue la última comedia que escribió Wilde y está considerada uno de sus mejores trabajos. Se estrenó por primera vez en el 14 de febrero de 1895 en el St. James' Theatre de Londres, tres meses antes de que Wilde fuera condenado a prisión por indecencia grave, debido a su homosexualidad.

## Traducciones
Su traducción literal sería La importancia de ser serio. El título en inglés tiene un doble sentido que se pierde en la traducción, ya que el nombre «Ernest» y la palabra «earnest» (serio) son homófonos, es decir, suenan igual.
En las traducciones a distintos idiomas, el nombre del protagonista cambia para conservar el doble sentido, como sucede en castellano en la traducción de Alfonso Reyes, La importancia de ser Severo; o en catalán, La importància de ser Frank, pues en catalán el nombre «Frank» y la palabra «franc» (honesto) son homófonos. El título bien pudo haber sido traducido al castellano como  La importancia de ser Franco, La importancia de ser Honesto (nombre derivado del latín cuya traducción sería «noble»), o bien "La importancia de que te llamen Honesto" en un intento de mantener el paralelismo del término "being" para referirse a nombre de persona y cualidad. Es importante destacar que usar "ser" en lugar de "llamarse" es más apropiado en la traducción al español, ambas palabras en el título (Franco u Honesto) son nombres propios, resultando en una obviedad agregar el "llamarse". En cambio "ser" pone en evidencia el juego de palabras homófonas, intención que existe en el título del libro en su idioma original [en inglés].

## Representaciones en español
La obra se estrenó en España el 3 de octubre de 1919 en el Teatro de la Princesa de Madrid, con el Sr. Navarro, Camino Garrigó, Concha Zeda y Mercedes Sampedro al frente del cartel.
Volvió a representarse en el Teatro Centro de Madrid en 1924 por la Compañía de Enrique López Alarcón. Se repuso en el Teatro Alcázar, también de Madrid, en 1953, bajo dirección de Cayetano Luca de Tena e interpretada por Guillermo Marín, Nani Fernández, Gabriel Llopart, Esperanza Grases, Matilde Muñoz Sampedro y Rafael Bardem. En 1995, una versión de Luis Antonio de Villena es puesta en escena con Gemma Cuervo, Tomás Gayo, Mónica Molina, Jesús Vázquez, María Esteve y Luis Lorenzo. También fue llevada a escena con versión de Eduardo Galán y dirección de Gabriel Olivares e interpretación de Patxi Freytex, Fran Nortes, Yolanda Ulloa y Carmen Morales en 2007. Más recientemente, en 2019, se estrenó en el Teatro Lara de Madrid con versión y dirección de Ramón Paso e interpretada por Paloma Paso Jardiel y Ana Azorín entre otros. En 2023 se vuelve a montar en el Teatro Español, dirigida por Davis Selvas e interpretada por María Pujalte y Pablo Rivero.
Para televisión, TVE realizó una adaptación emitida el 19 de abril de 1963 en el espacio Primera fila, protagonizada por José Luis Pellicena, Gemma Cuervo, María José Alfonso y Paco Morán. El 17 de diciembre de 1968, se emitió una segunda versión en Estudio 1, con Paco Valladares, Lola Herrera, Margot Cottens, Alfonso del Real, Rafael Navarro, Alberto Fernández y Rosario García Ortega. La tercera y, por el momento última, adaptación para la televisión española data del 13 de marzo de 1984 en el programa La Comedia y estuvo protagonizada por José María Pou, Paco Lah, Pilar Barrera, Nina Ferrer, Irene Gutiérrez Caba, Aurora Redondo, Alfonso del Real y Santiago Mendizábal.

## Adaptación al cine
También fue llevada al cine:
- La película Al compás de tu mentira, película de Argentina dirigida por Héctor Canziani.
- En film de 1952 dirigido por Anthony Asquith.
- Se hizo una nueva versión en 1992 dirigida por Kurt Baker.
- En la versión en 2002, se lleva a cabo como una comedia romántica dirigida por Oliver Parker.